# Suck My Kiss
Suck My Kiss is een nummer uit 1992 van de Amerikaanse band Red Hot Chili Peppers. Het was de derde single van het album Blood Sugar Sex Magik na de wereldhit Under the Bridge en Give It Away.

## Videoclip
In de videoclip van Suck My Kiss zijn beelden te zien van de studio, wat een leegstaand huis is. John Frusciante wordt geschoren in de studio en Flea krijgt een soort van fotoshoot waarbij hij zijn tong krom naar buiten steekt. Ook Rick Rubin is te zien in de videoclip.